# Saint-Benoît-la-Forêt
 Saint-Benoît-la-Forêt  es una población y comuna francesa, situada en la región de  Centro, departamento de Indre y Loira, en el distrito de Chinon y cantón de Azay-le-Rideau.

## Demografía
| 376 | 334 | 1335 | 1177 | 946 | 766 |
| Para los censos de 1962 a 1999 la población legal corresponde a la población sin duplicidades (Fuente: INSEE [Consultar]) |     |      |      |     |     |